# Gaetano Polidori

Gaetano Polidori gezeichnet 1853 von seinem Enkel Dante Gabriel Rossetti

Gaetano Polidori (* 1764 in Bientina; † 1853 in London) war ein italienisch-britischer Schriftsteller und Gelehrter. 

## Leben
Gaetano war der Sohn von Agostino Ansano Polidori (1714–78), Arzt und Dichter aus Pisa. Er studierte Rechtswissenschaften an der Università di Pisa. Kurz darauf nahm er die Anstellung eines Sekretärs beim Dichter Vittorio Alfieri, wo er vier Jahre blieb. 1790 musste er aus Italien fliehen und kam über Frankreich nach England, wo er als Italienischlehrer arbeitete. Polidori übersetzte verschiedene literarische Werke ins Italienische, vor allem John Miltons Paradise Lost und Horace Walpoles Das Schloss von Otranto sowie andere Schriften von Milton und Lucan. 
Im Jahre 1793 heiratete er die englische Gouvernante Anna Maria Pierce. Aus der gemeinsamen Verbindung gingen acht Kinder hervor. Sein ältester Sohn John William war Schriftsteller (The Vampyre, 1819) sowie Leibarzt und Reisebegleiter des Dichters Lord Byron. Seine Tochter Frances Mary Lavinia heiratete den im Exil lebenden Gabriele Rossetti.